# Markus Frischhut

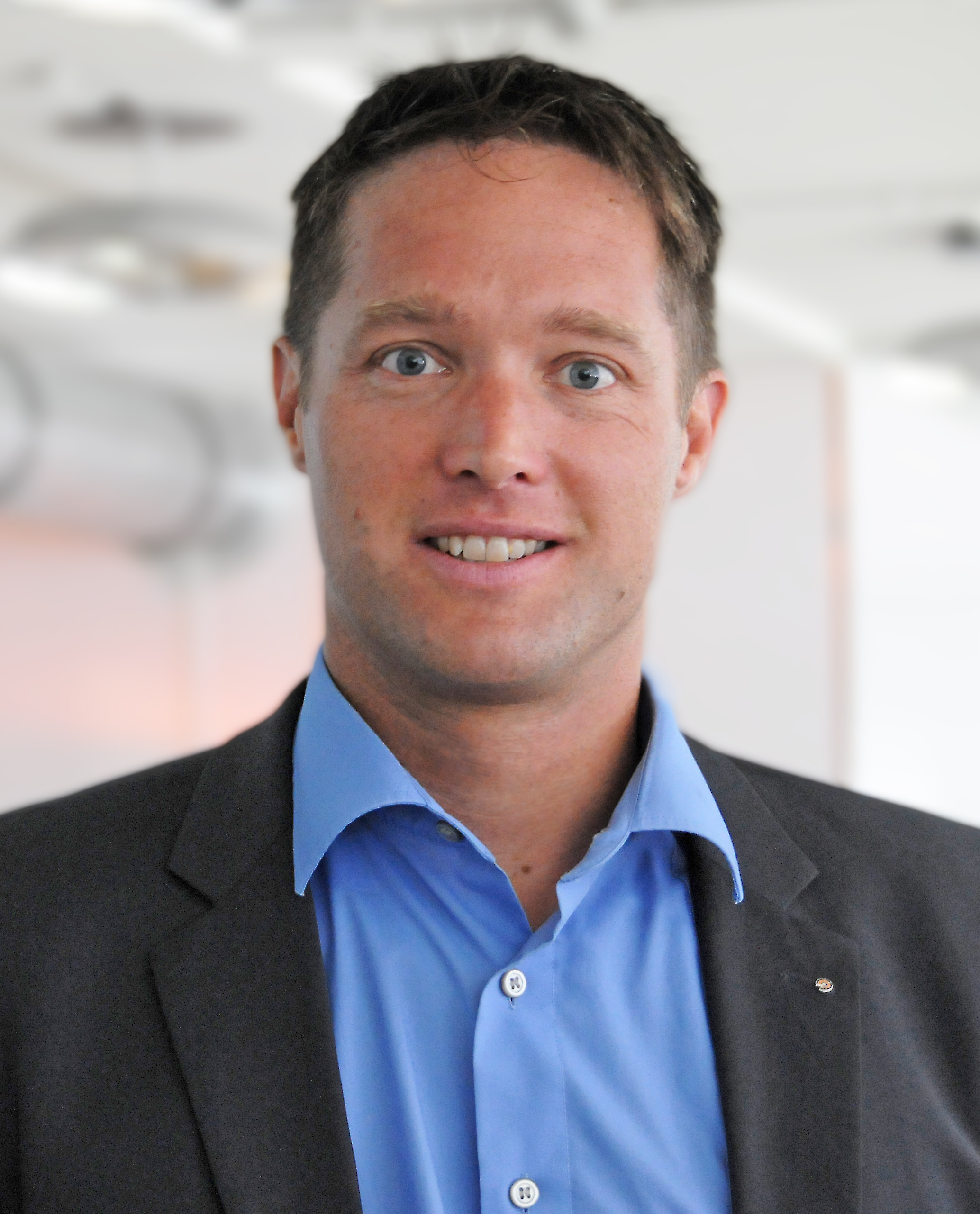
Markus Frischhut (2015)

 Markus Frischhut (* 3. August 1975 in Innsbruck, Tirol) ist ein österreichischer Jurist und Hochschullehrer. Fachlicher Schwerpunkt seiner Tätigkeit in Forschung und Lehre ist das Europarecht, insbesondere das europäische Gesundheitsrecht, EU-Recht und Ethik. Er ist Autor mehrerer Fachpublikationen zum europäischen Recht.

## Biografie

### Ausbildung
Markus Frischhut studierte von September 1993 bis Juni 1999 an der Universität Innsbruck und schloss mit dem Magister der Rechte ab. Von September 1998 bis Juni 1999 erlangte er das Certificat – Notions fondamentales de droit international, européen et comparé an der Université Robert Schuman in Straßburg. Den Masterstudiengang in Europarecht (Schloss Hofen) absolvierte er von Oktober 1999 bis September 2001 und schloss es mit dem „Master of Laws“ (LL.M.) ab. Von August 2000 folgte das Doktoratsstudium an der Leopold-Franzens-Universität in Innsbruck und er promovierte dort im Juni 2002 zum Dr. iur.

### Berufliche Laufbahn
Von Oktober 1998 bis April 1999 war Frischhut Praktikant beim Europäischen Parlament in Straßburg, von Oktober 1999 bis Juni 2000 Rechtspraktikant am Bezirksgericht in Hall in Tirol und am Landesgericht Innsbruck.
Im Zeitraum von Februar 2002 bis März 2002 war Frischhut auf einer Forschungsreise, unter anderem beim Tribunal de Justicia de la Comunidad Andina (Quito, Ecuador) und beim Secretaría General de la Comunidad Andina  (Lima, Peru) um für seine Dissertation zu recherchieren. Diese Recherchen wurden von Februar 2003 bis März 2003 durch eine Forschungsreise zur Universidad Andina Simón Bolívar (Quito/Ecuador), zu Wirtschaftskommission für Lateinamerika und die Karibik (Santiago de Chile), Lateinamerikanische Integrationsvereinigung und zum Mercosur (Montevideo, Uruguay) sowie zur INTAL (Buenos Aires, Argentinien) für eine Publikation ergänzt.
Von Juli 2000 bis September 2004 war Frischhut Vertragsassistent an der Universität Innsbruck (von November 2003 bis März 2004 als Projektassistent zum Thema: Streitbeilegungsmechanismen in lateinamerikanischen Wirtschaftsintegrationszonen). Seit 2004 ist er in der Lehre in Österreich tätig, unter anderem aber auch mit Gastvorträgen an der Kyung Hee University in Seoul, Südkorea, der Kingston University in London und der Universidad Pontificia Comillas in Madrid in Spanien.
Markus Frischhut ist seit April 2004 in Forschung und Lehre am MCI im Bereich EU-Recht tätig, wo er FH-Professor und Fachbereichsleiter für EU-Recht ist. Frischhut hatte von 2016 bis 2022 Jean Monnet Lehrstühle in den Bereichen Ethik, Werte und Digitalisierung inne.

## Auszeichnung
- Juni 2003: Dr. Otto Seibert-Preis zur Förderung wissenschaftlicher Publikationen.

## Mitgliedschaften
Frischhut ist bei folgenden Vereinigungen Mitglied:
- Jänner 2023 bis heute - Mitglied der „Österreichischen Gesellschaft für Europarecht - ÖGER, FIDE Austria“
- Februar 2021 bis heute - Mitglied des Lenkungsausschusses der Sektion " Law and public health" der „European Public Health Association“ (EUPHA)
- Oktober 2020 bis heute - Mitglied des Vorstandes von „Wissenschaft und Verantwortlichkeit (WuV)“
- März 2018 bis heute - TAIEX Expert - European Commission, Technical Assistance and Information Exchange instrument (TAIEX)
- Jänner 2016 bis heute - Mitglied der Arbeitsgruppe „Ethucation“, eine unabhängige Plattform für Ethik und Bioethik in der Medizin
- Januar 2014 bis heute - Mitglied bei der European Association of Health Law (EAHL)

## Schriften

### Monographien
- M. Frischhut: The Ethical Spirit of EU Law, 2019, Springer International Publishing online.
- Ch. Ranacher, M. Frischhut: Handbuch Anwendung des EU-Rechts, mit Judikatur des EuGH, VfGH, VwGH, OGH, Wien 2009, Facultas Verlag.
- M. Frischhut, H. Stein: Patientenmobilität: Aktuelle Richtlinie und EuGH-Rechtsprechung, Wien 2011, Facultas Verlag.
- Waldemar Hummer, Markus Frischhut: Derechos Humanos e integración. Protección de los Derechos Humanos en la Comunidad Andina y en la Unión Europea. Quito-Ecuador 2004, Colección Temas.
- Markus Frischhut: Die Rolle der Judikative in der Ausformung der Verbandsgewalt supranationaler Organisationen. EuGH, Andengerichtshof, Supreme Court und Conseil Constitutionnel im Vergleich, Frankfurt 2003, Peter Lang Verlag.
- Markus Frischhut, The Ethical Spirit of EU Values: Status Quo of the Union of Values and Future Direction of Travel, Springer Verlag 2022 (ISBN 978-3-031-12714-4)

### Lehrbücher
- Markus Frischhut: Was man über die Europäische Union (EU) wissen sollte: Ein rascher Einstieg ins EU-Recht, 4. Auflage, Neue Praktikerskripten — NPS: Band 17. Wien 2017, Neuer Wissenschaftlicher Verlag (NWV).
- Markus Frischhut: What one should know about the European Union (EU): A quick introduction to EU law, 4th edition, Neue Praktikerskripten — NPS: Band 18. Wien 2017, Neuer Wissenschaftlicher Verlag (NWV).

### Herausgeberschaft
- V. Stühlinger, M. Flatscher-Thöni, M. Frischhut, M. Ganner, C. Voithofer, G. Werner-Felmayer: Healthcare in Europe - A Safe Haven?: "standard of care" from a multidisciplinary perspective. Konferenzschrift zur Tagung am 26. und 27. September 2016 in Innsbruck, innsbruck university press.
- C. Ranacher, F. Staudigl, M. Frischhut: Einführung in das EU-Recht, Wien 2015, Facultas utb.

### Auswahl sonstiger Veröffentlichungen
- Gabriele Werner‐Felmayer, Helena Siipi, Markus Frischhut u. a.: European Electronic Personal Health Records initiatives and vulnerable migrants: A need for greater ethical, legal and social safeguards, Developing World Bioethik 2019, S. 1 ff.
- M. Pirs, M. Frischhut: Ethical Integration in EU Law: The prevailing normative theories in EGE opinions, in N. Ryder & L. Pasculli (Eds.): Corruption, Integrity and the Law: Global Regulatory Challenges, Milton Park 2019, Abingdon, Oxon, New York, NY: Routledge.
- M. Frischhut: Communicable diseases: The EU law perspective, in T. K. Hervey & D. Orentlicher (Eds.): The Oxford Handbook of Comparative Health Law, Oxford 2019, Oxford University Press.
- J. Grad, M. Frischhut: Legal and Ethical Rules in EU Decision-Making: “Soft Law” for Targets and Actors of Lobbying, in D. Dialer & M. Richter (Eds.): Lobbying in the European Union: Strategies, Dynamics and Trends, S. 305–327, Cham: Springer 2019.
- M. Frischhut (Book review): Über Grenzen denken. Eine Ethik der Migration, von Julian Nida-Rümelin, Hamburg 2017, Edition Körber-Stiftung, in Common Market Law Review, 54(6), 1893–1895.
- M. Frischhut: Standards on quality and safety in cross-border healthcare, in A. den Exter (Ed.): Cross-border health care and European Union law, S. 59–86, Rotterdam 2017, Erasmus University Press online
- M. Frischhut, S. L. Greer: EU public health law and policy – communicable diseases, in T. Hervey, C. Young, & L. E. Bishop (Eds.): Research Handbook on EU Health Law and Policy, S. 315–346,  Edward Elgar Publishing 2017.
- M. Frischhut: Legal and Ethical Issues of Cross-Border Reproductive Care from an EU Perspective: Chapter 17, in M. K. Smith, L. Puczkó (Eds.): The Routledge Handbook of Health Tourism, S. 203–218, Abingdon 2017, Oxon: Taylor & Francis.
- M. Frischhut: "EU": Short for "Ethical" Union?: The Role of Ethics in European Union Law, Heidelberg 2015, Heidelberg Journal of International Law (HJIL), 75(3), S. 531–577 online.
- M. Frischhut, N. Fahy: Patient Mobility in Times of Austerity: A Legal and Policy Analysis of the Petru Case, 2016, European Journal of Health Law, 23(1), S. 36–60. doi:10.1163/15718093-12341378.
- M. Frischhut, R. Levaggi: Patient mobility in the context of austerity and an enlarged EU: The European Court of Justice’s ruling in the Petru Case, Health policy, 119(10), S. 1293–1297. doi:10.1016/j.healthpol.2015.07.002.
- M. Frischhut, Strengthening transparency and integrity via the new ‘Independent Ethics Body’ (IEB), Study requested by the European Parliament's AFCO committee, 2020, PE 661.110.
- M. Frischhut, EU Werte und ethische Prinzipien für KI und Robotik unter besonderer Berücksichtigung des Gesundheitssektors, in M. Hengstschläger & Rat für Forschung und Technologieentwicklung (Eds.), Digitaler Wandel und Ethik, 2021, Ecowin Verlag, S. 286–318.
- M. Frischhut, G. Werner-Felmayer, A European perspective on medical ethics, Medicine, 2020, 48 (doi:10.1016/j.mpmed.2020.07.001).
- M. Pirs, M. Frischhut, Ethical Integration in EU Law: The prevailing normative theories in EGE opinions, in N. Ryder & L. Pasculli (Eds.), Corruption, Integrity and the Law: Global Regulatory Challenges, Routledge, 2020, pp. 286–311.
- M. Frischhut, Gesundheitsdienstleistungen im EWR. Europarecht (Beiheft 1), 2020, S. 257–280.
- Frischhut, M. (2021). Communicable and Other Infectious Diseases: The EU Perspective. In T. K. Hervey & D. Orentlicher (Eds.), Oxford handbooks. The Oxford Handbook of Comparative Health Law (pp. 77–96). Oxford University Press. https://doi.org/10.1093/oxfordhb/9780190846756.013.48
- W. E. Parmet, Markus Frischhut, A. Garde, B. Toebes, Introduction to Public Health Law in T. K. Hervey & D. Orentlicher (Eds.), 2021, Oxford handbooks. The Oxford Handbook of Comparative Health Law (pp. 69–76). Oxford University Press (ISBN 978-01-908-46756-013-61).
- Markus Frischhut, Access to Healthcare of Migrant ‘Third Country Nationals’ in S. Garben & L. Gormley (Eds.), Oxford Encyclopedia of EU Law. Oxford University Press 2023 .
- Markus Frischhut, Eine Europäische Gesundheitsunion: Historische Ideen, aktuelle Pläne und Werte für einen resilienten Wiederaufbau in Zeitschrift Für Öffentliches Recht (ZÖR) 2023, 78(2), S. 177–201 doi:10.33196/zoer202302017701.
- Markus Frischhut, Robotic medicine in the EU: Digital ethics and EU common values, in M. Milapidou (Ed.), New Technologies in Health: Medical, Legal and Ethical Issues (67-85). Nomiki Bibliothiki.
- Markus Frischhut, The new mandate of the European Commission’s ethics advisory body for science and new technologies. Further developments and larger context: EU Law Analysis blog contribution, Europäische Kommission 2021, .